# Sphaerarthrum rostratum
Sphaerarthrum rostratum is een keversoort uit de familie soldaatjes (Cantharidae). De wetenschappelijke naam van de soort werd in 1977 gepubliceerd door Wittmer.